# Припливний острів

«Мала» і «повна» вода

Припливний острів — ділянка суші, яка з'єднується з сушею природним або штучним переходом, який залишається під водою під час припливу та з'являється з під води під час відпиву.

## Географія
Це явище трапляється лише в місцях, де амплітуда припливів досить велика, оскільки ці острови повинні бути повністю оточені водою, коли прилив високий. Зона острова, яка затоплюється при найвищих припливах називається припливною зоною. Відповідно після відпливу острів фактично стає півостровом.

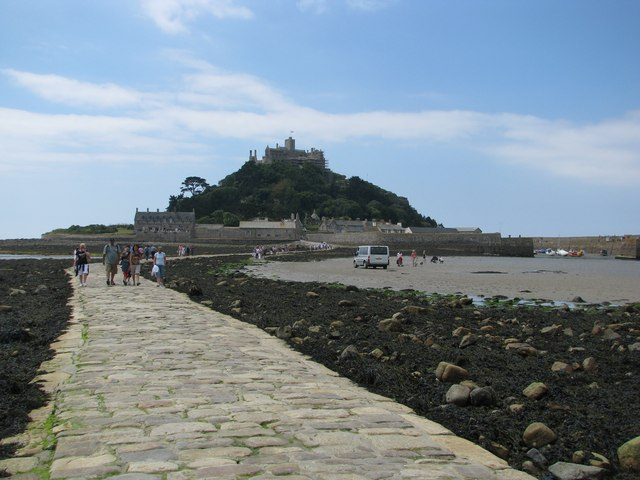
Гора Святого Михаїла (відплив) Муніципалітет Мон-Сен-Мішель

Приливні острови, можуть бути як природними, так і штучними у разі створення штучного проходу до острова, який затоплюється під час припливу. Природні приливні острови з часом часто перетворюються на справжні острови, оскільки з'єднання з суходолом стирається морем. Однак трапляється і зворотне. Так за рахунок вулканізму чи осадових порід перемичка між островом і материком може висохнути та вирости над рівнем моря.
Є багато досліджених та ідентифікованих припливних островів. Так у Великій Британії їх нараховується 46.

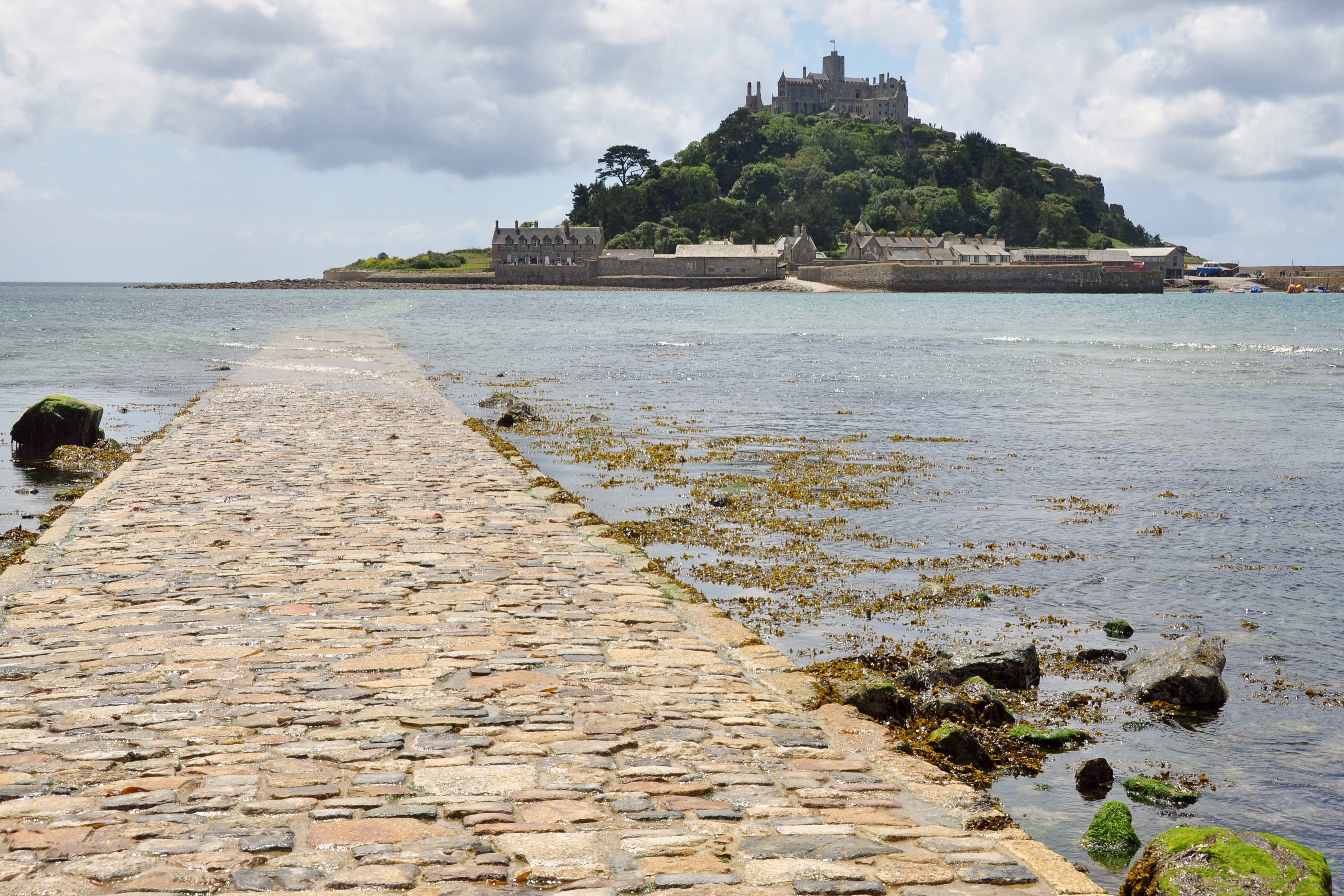
Гора Святого Михаїла (приплив)

## Використання
Через природні умови припливні острови слугували основою для фортець, замків та інших укріплень. Видозміна острова залежно від приливів та відливів сприяла його містичному ореолу та часто такі острови були місцем здійснення релігійних обрядів. Життя на таких островах багато в чому залежало і залежить від припливів тому місцеві жителі постійно відстежують графік припливів.